# Julie Nelson
Julie Nelson BEM (* 4. Juni 1985 in Larne) ist eine nordirische Fußballspielerin. Sie spielt seit 2016 wieder für die Frauenmannschaft der Crusaders Newtownabbey Strikers. Seit 2004 spielt sie für die A-Nationalmannschaft, deren Rekordspielerin sie ist.

## Werdegang

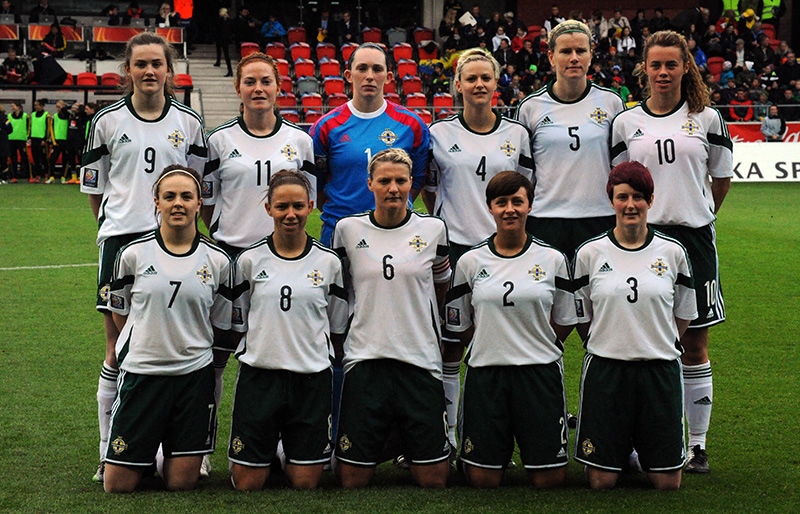
Die nordirische Mannschaft vor dem Spiel gegen Schweden im Mai 2014, Nelson hinten zweite von rechts (Nr. 5)

Nelson spielte von 2002 bis 2010 für die Frauenmannschaft der Crusaders Newtownabbey Strikers, mit denen sie mehrfache Meisterin wurde und an der Qualifikation zur UEFA Women’s Champions League 2010/11 teilnahm. Dabei gelang ihr beim 1:6 gegen den FCR 2001 Duisburg das einzige Turniertor ihrer Mannschaft. Nach Abstechern nach Island, England und Schottland, wo sie mit dem Glasgow City FC weitere Titel gewann und in der UEFA Women’s Champions League 2013/14 und 2014/15 ins Achtel- bzw. Viertelfinale vorstieß, kehrte sie 2016 zu den Crusaders zurück.
Ihr erstes Länderspiel bestritt sie beim Algarve-Cup 2004, bei dem die Nordirinnen alle Spiele verloren und nur den letzten Platz belegten. Für ein großes Turnier konnten sich die Nordirinnen nie qualifizieren. Die Qualifikation für die WM 2011 schlossen die Nordirinnen hinter Frankreich und Island auf dem dritten Platz mit einer Differenz von 13 Punkten zu Island ab. Nelson wurde in allen zehn Spielen eingesetzt und verpasste keine Minute. In der Qualifikation für die EM 2013 reichte es nur zum vierten Platz. Auch diesmal verpasste sie keine Minute. In den zehn Spielen erzielte sie zwei Tore. Die Qualifikation für die WM 2015 schlossen die Nordirinnen als Vorletzte ab, wobei sie in allen zehn Spielen eingesetzt wurde, von denen nur das letzte Spiel gegen die Färöer gewonnen wurde, und sie wieder keine Minute verpasste. Auch die Qualifikation für die EM 2017 beendeten sie nur auf dem vorletzten Platz, konnten diesmal aber immerhin beide Spiele gegen den Tabellenletzten Georgien gewinnen. Nelson wurde in den acht Spielen eingesetzt und verpasste wieder keine Minute.
In der Qualifikation für die WM 2019, die wieder als Vorletzte abgeschlossen wurde, stand sie siebenmal in der Startelf und wurde einmal eingewechselt. Am 4. September 2018 bestritt sie bei der 0:1-Niederlage im letzten Qualifikationsspiel gegen den Tabellenletzten Slowakei als erste nordirische Spielerin ihr 100. Länderspiel.
In der Qualifikation für die EM 2022 belegten die Nordirinnen hinter Norwegen den zweiten Platz vor den punktgleichen Waliserinnen. Sie hatten zwar die schlechtere Tordifferenz, in Wales aber ein 2:2 erreicht und das Heimspiel torlos beendet, wodurch sie aufgrund der Auswärtstorregel den bei Punktgleichheit entscheidenden direkten Vergleich gewonnen hatten. In den Playoffs setzten sie sich als schlechtester Gruppenzweiter dann mit zwei Siegen (2:1 und 2:0) gegen die in der FIFA-Weltrangliste besser platzierten Ukrainerinnen durch und qualifizierten sich erstmals für ein großes Fußballturnier. Nelson wurde in allen zehn Spielen eingesetzt und verpasste keine Minute. Im ersten Spiel der Gruppe A am 7. Juli 2022 in Southampton erzielte bei der 1:4-Niederlage gegen die Nationalmannschaft Norwegens mit dem Treffer zum 1:3 in der 49. Minute das erste Tor für die Nordirische Nationalmannschaft in einem der großen Fußballturniere der Frauen.
In den ersten acht Spielen der Qualifikation für die WM 2023 wurde sie nur im zweiten Spiel gegen die Nationalmannschaft Lettlands nicht eingesetzt. Im ersten EM-Endrundenspiel der Nordirinnen erzielte sie als älteste Turnier-Debütantin das erste EM-Tor für ihre Mannschaft zum 1:3-Zwischenstand gegen Norwegen (Endstand: 1:4).

## Erfolge
- Nordirische Meisterin 2002, 2003, 2005, 2009, 2010
- Schottische Meisterin 2013, 2014
- Schottische Pokalsiegerin 2013, 2014
- Schottische Ligacupsiegerin 2014